# Gabby Goat
Gabby Goat est un personnage des cartoons Looney Tunes, un bouc beige clair. Il a été créé par Robert Clampett et sa première apparition date de 1937 dans le dessin animé Porky and Gabby.

## Description
Ce petit bouc beige anthropomorphe a un caractère explosif, à la façon de Donald Duck. Il porte de courtes cornes blanches et un bouc. Il porte un pull bleu clair.